# Куш Дженети
Куш Дженети (в переводе с турецкого дословно Птичий рай) — природный парк в ильче (районе) Чигли, Измир. Рамсарское угодье (в перечене территорий, охраняемых согласно Рамсарской конвенции). Образован в 1982 году. С 1987 года парку официально присвоено название Птичий рай.

## География
Расположен вблизи крупнейшей солеварни Турции Чамалты. На площади более 8 гектар встречаются 205 видов птиц: кудрявый пеликан, розовый фламинго (изображен на гербе ильче Чигли), обыкновенный зимородок, белый аист, степная пустельга и другие.
Парк место гнездования фламинго. Он расположен на территории образуемый аллювиальными слоями реки Гедиз на пути к морю. По причине мелководья и стоячей воды колонии фламинго облюбовали это место для обитания и производства потомства.
Новая дельта реки Гедиз расположена в парке.

## Фото

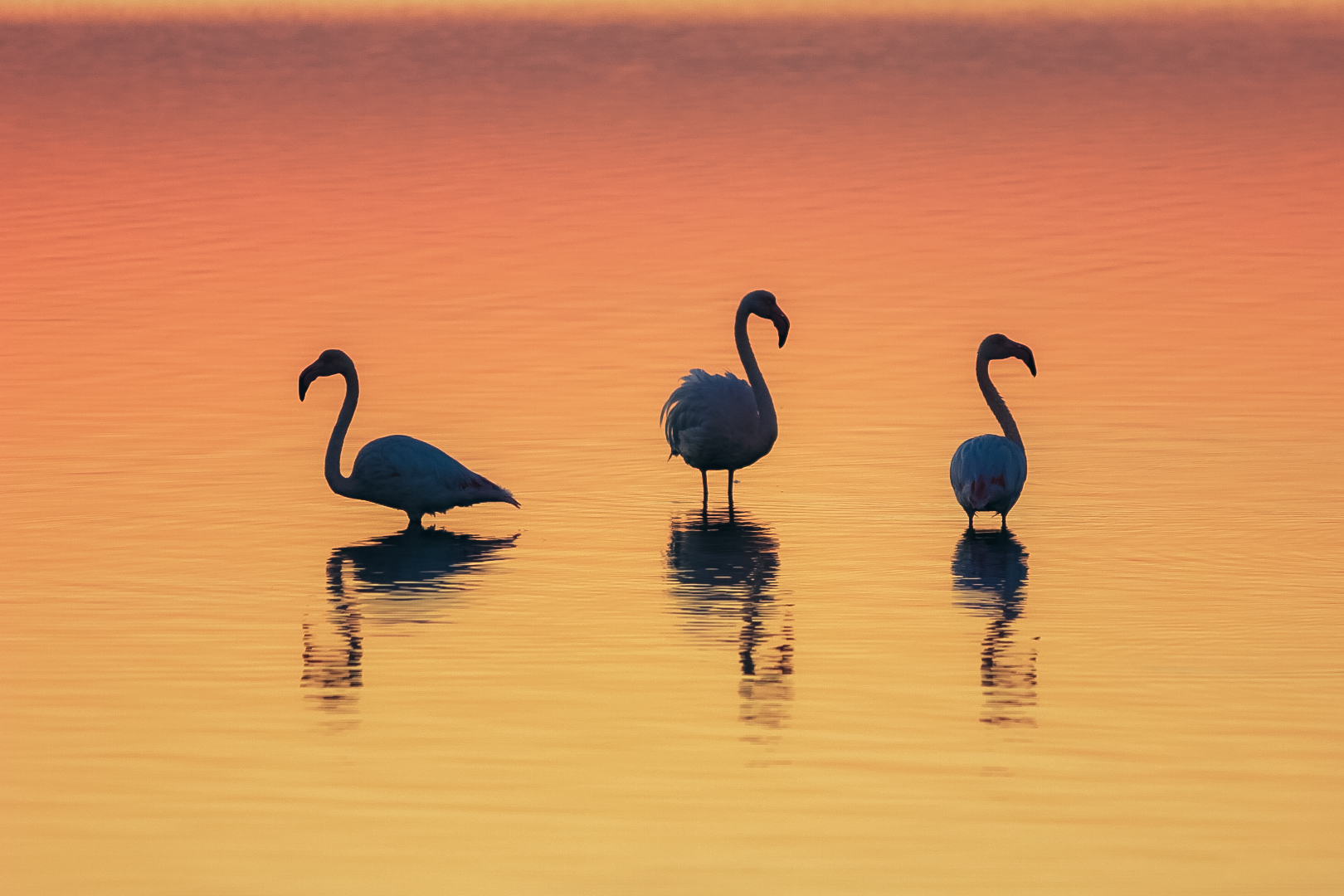
Фламинго в парке.
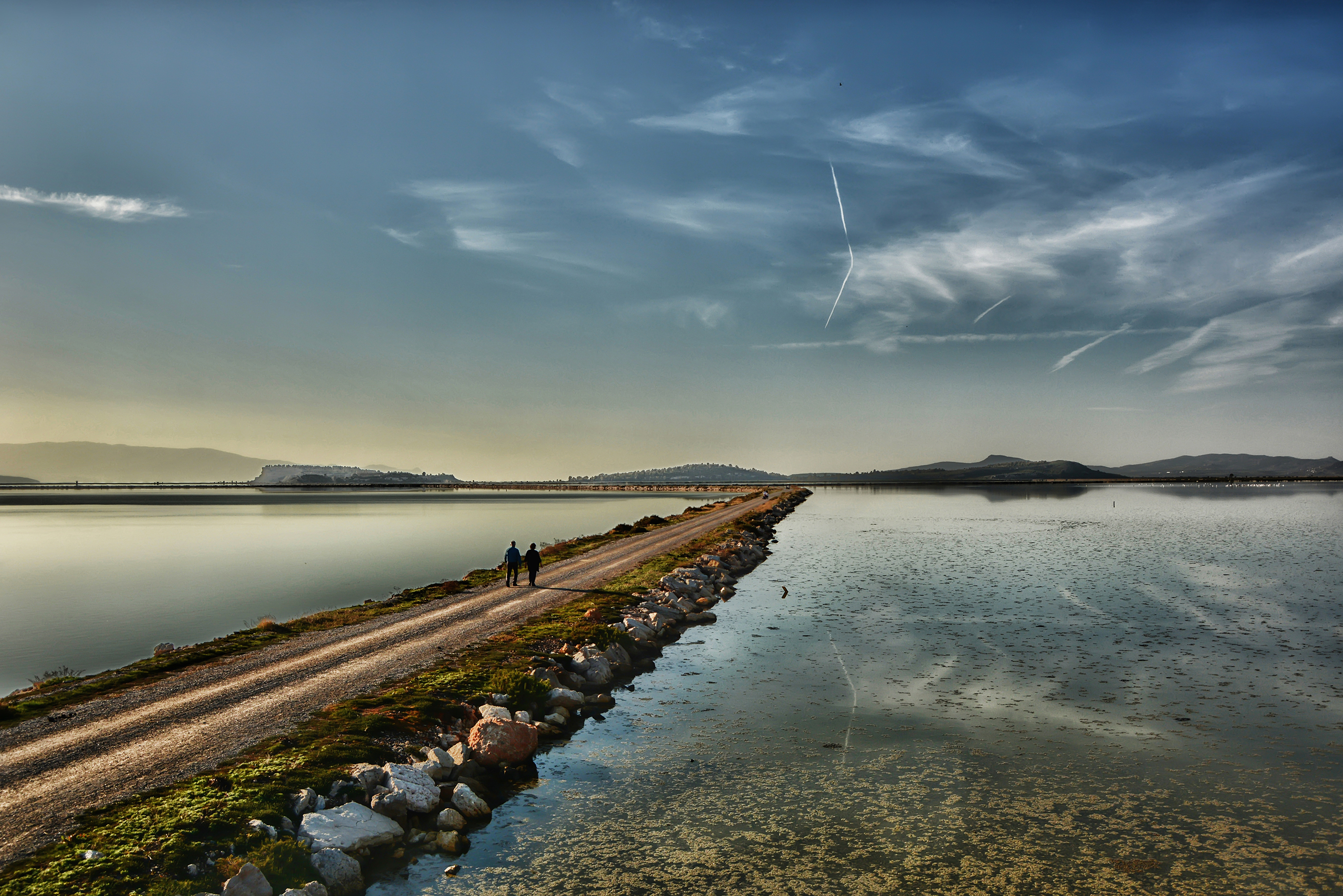
Коса в парке Птичий рай.
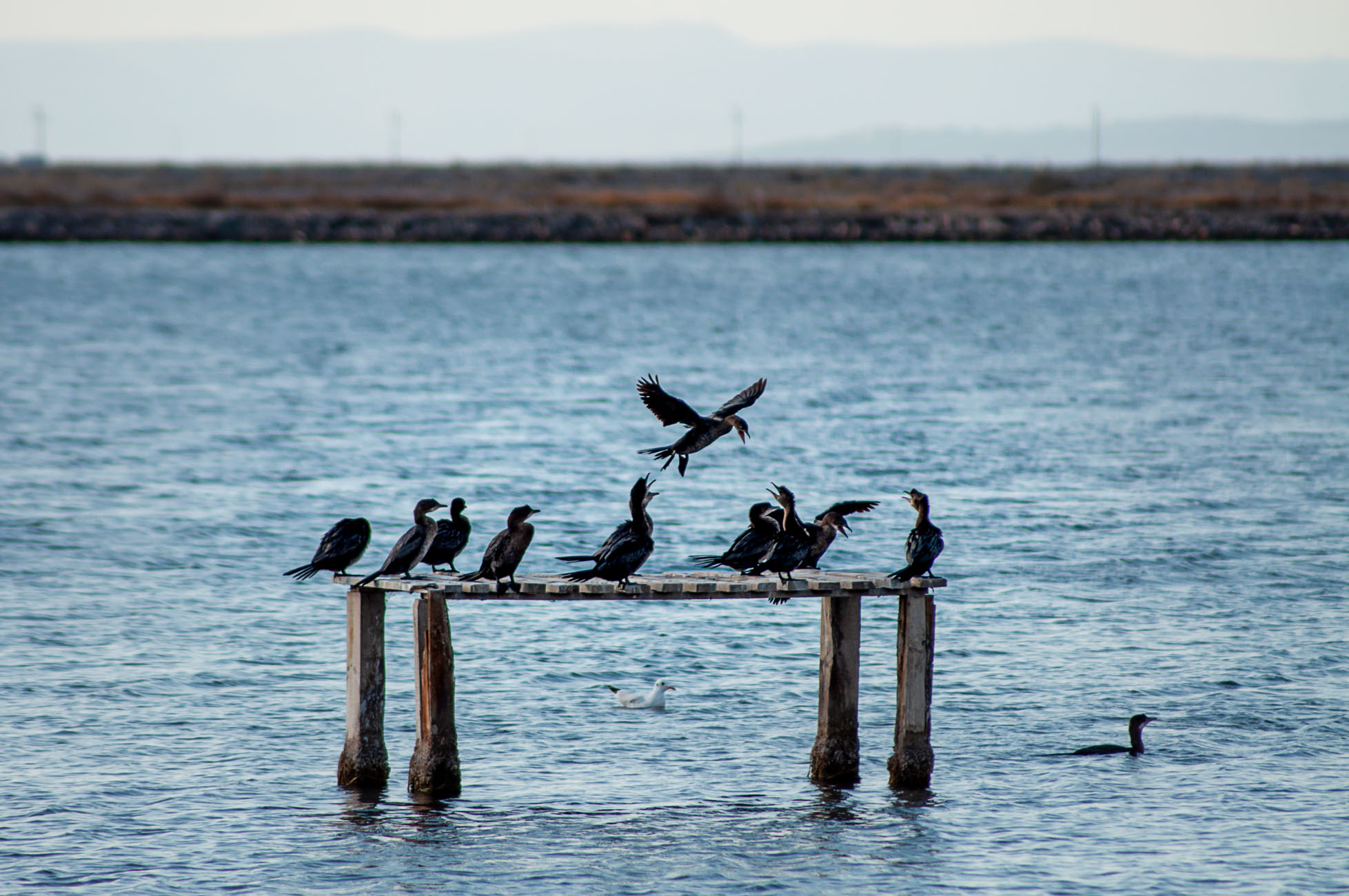
Малый баклан в Птичьем раю.